# Parque dos Poderes Governador Pedro Pedrossian
O Parque dos Poderes Governador Pedro Pedrossian é um parque localizado em Campo Grande, Mato Grosso do Sul, Brasil.
Abriga diversos setores da administração estadual. Dirigir dentro do parque exige atenção principalmente à noite para não atropelar algum animal (lobinhos, quatis e tatus) que moram na reserva ao lado e durante o dia porque, principalmente, nos fins de semana, o parque é tomado pelos adeptos da caminhada e da bicicleta.
Em 2017 recebeu o nome do ex-governador Pedro Pedrossian, em homenagem póstuma.

## Endereços e Órgãos situados no Parque dos Poderes

### Avenida do Poeta
- Secretaria de Estado de Educação - SED
- Secretaria de Estado de Justiça e Segurança Pública - SEJUSP
- Secretaria de Estado de Saúde - SES
- Governadoria/Secretaria de Estado de Governo e Gestão Estratégica - SEGOV
- Secretaria de Estado de Cidadadania e Cultura  - SECIC

### Avenida Desembargador José Nunes da Cunha
- Assembleia Legislativa de Mato Grosso do Sul - Palácio Guaicurus
- Tribunal de Justiça de Mato Grosso do Sul
- Tribunal de Contas de Mato Grosso do Sul
- Secretaria de Estado de Infraestrutura - SEINFRA
- Secretaria de Estado de Administração e Desburocratizacao - SAD
- Secretaria de Estado de Fazenda - SEFAZ
- Secretaria de Estado de Meio Ambiente, Desenvolvimento Econômico, Produção e Agricultura Familiar - SEMAGRO
- Secretaria de Estado de Direitos Humanos, Assistência Social e Trabalho - SEDHAST
- Defensoria Pública Geral do Estado - DPGE / Procuradoria Geral do Estado - PGE

### Avenida Desembargador Manuel Ferraz de Campos Sales
- Ministério Público do Estado de Mato Grosso do Sul

### Avenida Desembargador Leão Neto do Carmo
- Tribunal de Justiça de Mato Grosso do Sul
- Imasul - Instituto de Meio Ambiente de Mato Grosso do Sul
- Palácio das Comunicações - TV Educativa e Educativa FM
- Tribunal Regional Eleitoral - TRE
- Palácio Tiradentes - Polícia Militar e Civil de MS

O Parque dos Poderes também abrigam alguns órgãos federais como a Delegacia da Receita Federal, Justiça Federal e onde está localizado o Centro de Convenções Rubens Gil de Camilo com o Palácio Popular da Cultura onde eventos, festivais e apresentações importantes são realizadas.